# Ilhéu da Praia
Ilhéu da Praia ist eine unbewohnte Insel gut einen Kilometer vor der Nordostküste der Azoreninsel Graciosa. Sie ist für ihren Reichtum und ihre Vielfalt an Meeresvögeln bekannt und deshalb als Naturschutzgebiet ausgewiesen.

## Geographie
Die 10 Hektar große Insel liegt gut einen Kilometer vor Praia, dem wichtigsten Hafen Graciosas. Ihr mit 52 m höchster Punkt befindet sich im Norden, wo die Insel steil ins Meer abfällt. Nach Süden ist die Neigung dagegen gering. Die fast 500 m lange, basaltische Insel ist vulkanischen Ursprungs.

## Flora
Die Insel ist teilweise mit Bäumen und Büschen bewachsen. Daneben weist sie auch sandige und von Geröll bedeckte Flächen auf. Nach der Entfernung der Kaninchen am Ende des 20. Jahrhunderts hat sich die Vegetation erholt. Von auf den Azoren oder in Makaronesien endemischen Pflanzen sind die Azorenglockenblume (Azorina vidalii), der Fels-Schwingel (Festuca petraea), die Baumheide (Erica azorica), die Azoren-Schuppenmiere (Spergularia azorica), der Azoren-Bartpippau (Tolpis succulenta), der Gagelbaum (Morella faya) und eine azoreanische Unterart der Wilden Möhre (Daucus carota subsp. azoricus) vertreten.

## Fauna
Ilhéu da Praia ist das Brutgebiet einer artenreichen Gemeinschaft von Meeresvögeln und wird deshalb von BirdLife International als Important Bird Area PT060 ausgewiesen. Hier befindet sich die größte Brutkolonie des nur auf den Azoren vorkommenden Monteiro-Wellenläufers (Hydrobates monteiroi). Weitere anzutreffende Vögel sind der Madeirawellenläufer (Oceanodroma castro), der Sepiasturmtaucher (Calonectris diomedea), die Rosenseeschwalbe (Sterna dougallii), die Fluss-Seeschwalbe (Sterna hirundo) und der Barolosturmtaucher (Puffinus baroli).

## Naturschutz
Nach der Vogelschutzrichtlinie stehen die Ilhéu da Praia sowie 208,63 ha ihrer marinen Umgebung als besonderes Schutzgebiet (Special protection areas, SPA) des Natura-2000-Netzwerks unter strengem Naturschutz. Der Besuch der Insel ist nur 20 Personen pro Tag erlaubt und nur an zwei Tagen pro Woche in der Zeit vom 1. Juli bis 15. November und an fünf Tagen pro Woche zwischen dem 16. November und 15. April. Die Besuchsdauer darf 1,5 Stunden nicht überschreiten und ist nur zwischen 10 und 16 Uhr erlaubt. Besucher müssen von einem Naturparkführer und einem Naturbeobachter begleitet werden.